# Véhicule à progression lente
Pour les articles homonymes, voir Véhicule.

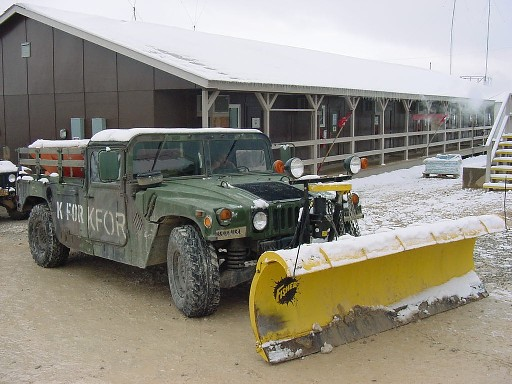
Lame biaise orientable de déneigement montée sur un Humvee.

Le terme de véhicule à progression lente regroupe en France divers types de véhicules amenés à se déplacer à faible vitesse, dont en particulier :
- les petits trains touristiques routiers ;
- les véhicules de déneigement, équipés d'une lame biaise ou d'un rabot déneigeur ;
- les véhicules de transport exceptionnel et leur véhicule de guidage.

Une réglementation particulière concerne ces véhicules et leur signalisation.